# Lodewijk XIV-stijl

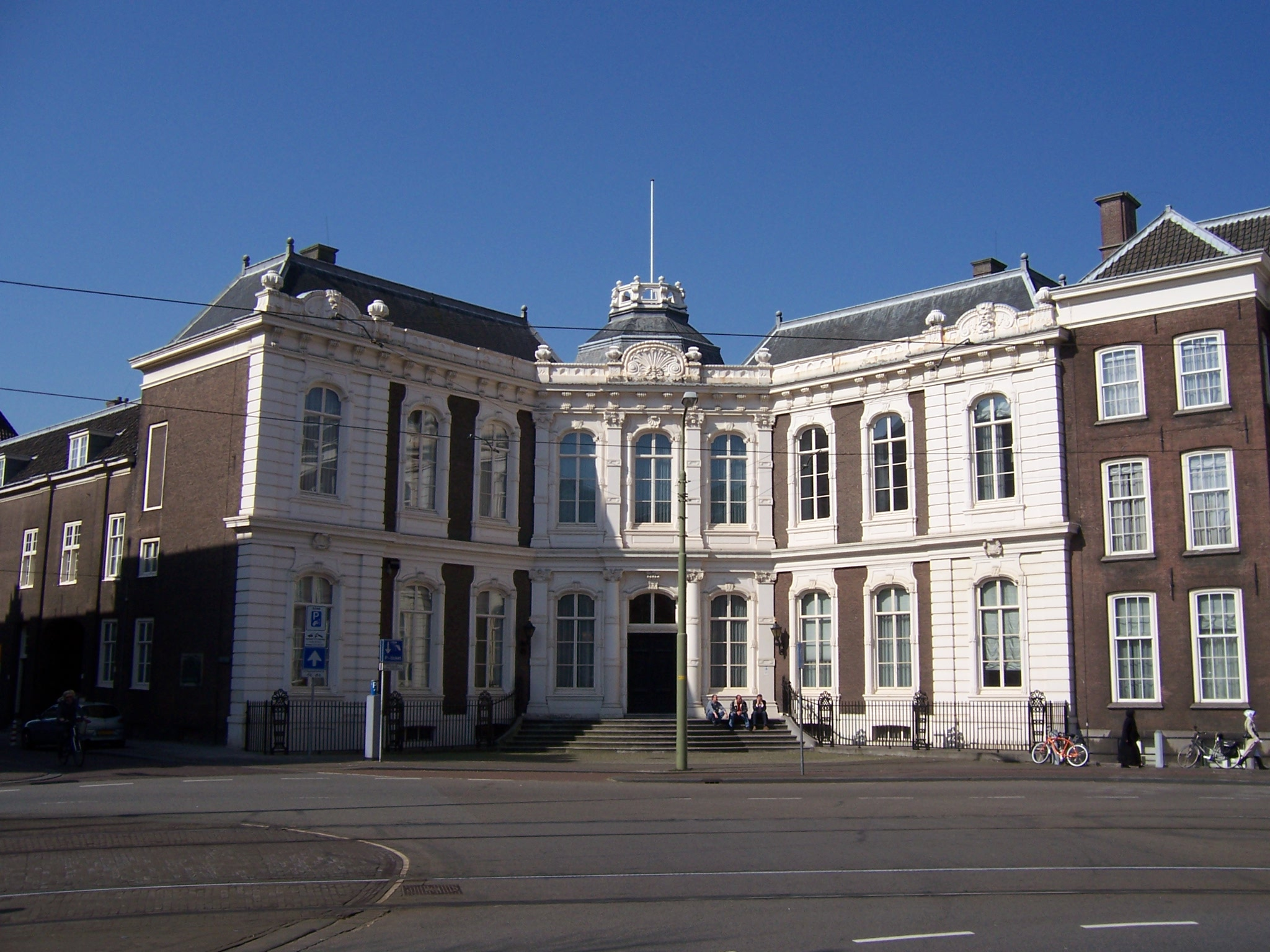
Paleis Kneuterdijk in Den Haag

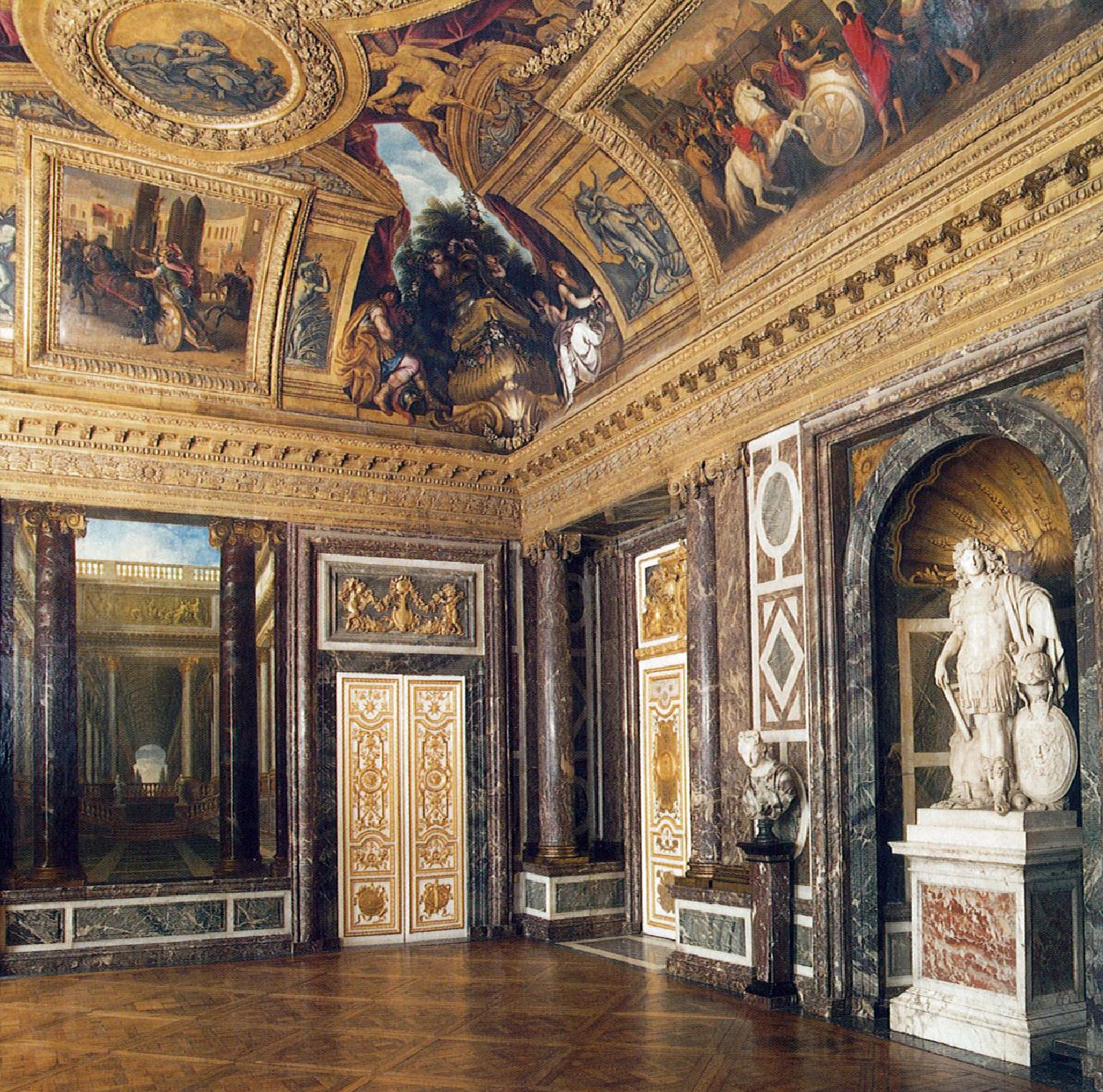
Voorbeeld van de stijl: Salon de Venus, Versailles

De Lodewijk XIV-stijl (ook wel Louis Quatorze-stijl) is een barokstijl vernoemd naar de Franse koning Lodewijk XIV, die regeerde van 1643 tot 1715. In Nederland wordt de stijl toegepast in de eerste helft van de 18e eeuw, met name in de periode ±1700–±1740. De Lodewijk XIV-stijl is zwaar, pompeus en symmetrisch. Een veel gebruikt motief in de architectuur in de Lodewijk XIV-stijl is het acanthusblad.
In het tweede kwart van de 18e eeuw verschuift het accent op de gevel van architectuur naar beeldhouwwerk (minder architectonisch, meer sculpturaal).

## Kenmerken
Lodewijk XIV was een van de belangrijkste koningen in de geschiedenis van Frankrijk. De koning voerde een heus monopolie, ook op kunstgebied. Hij wilde een specifieke Franse kunst creëren. Een voorbeeld hiervan is het Louvre. Jean-Baptiste Colbert was Lodewijks minister van Financiën en streefde ernaar om zijn positie als kunstliefhebber te versterken. Onder anderen Charles Le Brun behoorde tot de kunstenaars waar Lodewijk XIV een beroep op deed.
Deze koninklijke stijl heeft als algemene kenmerken:
- Vernieuwing: er werden alleen meubelen door hem bedacht toegelaten binnen het hof.
- Men wilde indruk maken door reusachtige afmetingen en zeer uitgestrekte en hoge zalen.
- Deze stijl was zeer rijkelijk. Alles werd gemaakt van kostbaar materiaal.
- Dit type van de barokstijl bevat nauwelijks nog sporen van de vroegere renaissance.

### Ornamentatie
De decoratieve figuren zijn voornamelijk geïnspireerd door de Grieks-Romeinse oudheid en proberen macht uit te drukken:
- fruit- en bloemenslingers
- maskers en mascarons
- palmettes in bestraalde maskers
- lambrequin
- acanthus bladeren
- leeuwenkoppen, leeuwenpoten
- lelie
- schelpen
- laurier
- dolfijnen
- trofeeën
- diamantvormige achtergronden op meubels